# Буре Павло Карлович
Павло (Павло-Едуард) Карлович Буре (1810—1882) — російський купець, засновник  торгової марки «Павло Буре».

## Біографія
Перші згадки про прізвище Буре з'являються в Російських джерелах у 1815 році.  Саме в цей час власник невеликого годинникового бізнесу, Карл Буре, переїжджає з Ревеля в Санкт-Петербург разом зі своїм п'ятирічний сином Павлом.  З раннього дитинства хлопчик активно допомагав батькові у веденні сімейної справи, і, таким чином, не лише пізнав основи підприємницької діяльності, а й набув знання роботи годинних механізмів.
У 1865 році ім'я Павла Карловича згадується в «Довідковій книзі про купців», де він представлений як «ревельський цеховий, 55 років, у купцях з 1839 року».  У ці роки старший син Павла Карловича, названий на честь батька, навчався в Петропавлівському комерційному училищі, щоб вже в 1868 році стати компаньйоном батька у веденні сімейної справи.  У 1874 році вже саме Павло Павлович набуває великої годинникової фабрики, розташованої в швейцарському місті Ле-Локль.
У 1876 році Павло Карлович удостоюється звання спадкового почесного громадянина за чесне, старанне та сумлінне виконання зобов'язань за Двором з 1839 року.
Помер 15 квітня 1882 року.  Похований у Санкт-Петербурзі на Смоленському лютеранському цвинтарі.